# Lương Sơn, Yên Lập
Lương Sơn là một xã thuộc huyện Yên Lập, tỉnh Phú Thọ, Việt Nam.
Xã Lương Sơn có diện tích 26,71 km², dân số năm 1999 là 7256 người, mật độ dân số đạt 272 người/km².